# Paraulopus longianalis
Espèce
Statut de conservation UICN

 LC 15 août 2019 : Préoccupation mineure
Paraulopus longianalis est une espèce de poissons marins téléostéens de la famille des Paraulopidae.

## Systématique
L'espèce Paraulopus longianalis a été décrite pour la première fois en 2010 par les ichtyologues japonais Tomoyasu Sato (d), Tetsuji Nakabo (d) et australien Martin Fellows Gomon (d).

## Description
Paraulopus longianalis possède un corps allongé qui varie entre 7,61 et 16,4 cm, et dont l'holotype mesure 15,3 cm
L'espèce se caractérise par la longueur de sa nageoire anale, qui chez les mâles peut s'étirer jusqu'à pratiquement rejoindre la nageoire caudale.

## Répartition
Cette espèce se croise au large de l’Australie, dans l’Océan Indien, à des profondeurs variant de 150 à 312 m.

## Étymologie
Son épithète spécifique, longianalis du latin « longus » long, « analis » anal, fait référence à la longueur de la nageoire anale du mâle.

## Publication originale
- (en) Tomoyasu Sato, Martin F. Gomon et Tetsuji Nakabo, « Two new Australian species of the Paraulopus nigripinnis complex (Aulopiformes: Paraulopidae) », Ichthyological Research, vol. 57, no 3,‎ juillet 2010, p. 254 à 262 (ISSN 1341-8998 et 1616-3915, DOI 10.1007/S10228-010-0162-6, lire en ligne).